# Улзите (Кіжингинський район)
Улзите (рос. Улзытэ) — улус Кіжингинського району, Бурятії Росії. Входить до складу Сільського поселення Середньокодунський сомон.
Населення — 316 осіб (2015 рік).